# Дьюк, Джон
Джон Дьюк (англ. John Duke) — британский полицейский и перетягиватель каната, чемпион летних Олимпийских игр 1908.
На Играх 1908 в Лондоне Дьюк участвовал в турнире по перетягиванию каната, в котором его команда заняла первое место.